# Belgian International 2024
Die Belgian International 2024 im Badminton fanden vom 11. bis zum 14. September 2024 in Leuven statt.

## Sieger und Platzierte
| Disziplin    | Gold                                 | Silber                           | Bronze                                    |
| ------------ | ------------------------------------ | -------------------------------- | ----------------------------------------- |
| Herreneinzel | Julien Carraggi                      | Mads Christophersen              | Ditlev Jæger Holm                         |
| Herreneinzel | Julien Carraggi                      | Mads Christophersen              | Joran Kweekel                             |
| Dameneinzel  | Anmol Kharb                          | Amalie Schulz                    | Kaloyana Nalbantova                       |
| Dameneinzel  | Anmol Kharb                          | Amalie Schulz                    | Anna Tatranova                            |
| Herrendoppel | Ties van der Lecq Brian Wassink      | Julien Maio William Villeger     | Ishaan Bhatnagar Sankar Prasad Udayakumar |
| Herrendoppel | Ties van der Lecq Brian Wassink      | Julien Maio William Villeger     | Wesley Koh Junsuke Kubo                   |
| Damendoppel  | Julie MacPherson Ciara Torrance      | Elsa Jacob Camille Pognante      | Amalie Cecilie Kudsk Signe Schulz         |
| Damendoppel  | Julie MacPherson Ciara Torrance      | Elsa Jacob Camille Pognante      | Téa Margueritte Flavie Vallet             |
| Mixed        | Rasmus Espersen Amalie Cecilie Kudsk | Grégoire Deschamp Iben Bergstein | Rory Easton Lizzie Tolman                 |
| Mixed        | Rasmus Espersen Amalie Cecilie Kudsk | Grégoire Deschamp Iben Bergstein | Kristoffer Kolding Mette Werge            |